# Armamar (freguesia)
Armamar es una freguesia portuguesa del municipio de Armamar, distrito de Viseu.

## Historia
El 28 de enero de 2013 las freguesias de Coura y Tões fueron suprimidas al pasar a formar parte de esta freguesia, en aplicación de una resolución de la Asamblea de la República de Portugal promulgada el 16 de enero de 2013.

## Demografía
| Gráfica de evolución demográfica de Armamar entre 2001 y 2021 |
|                                                               |
| Datos según el nomenclátor publicado por el INE portugués.    |